# Cayastá
Cayastá is een plaats in het Argentijnse bestuurlijke gebied Garay in de provincie Santa Fe. De plaats telt 3779 inwoners.